# Veřejná prospěšnost
Veřejná prospěšnost je činnost právnické osoby, jejímž posláním je přispívat k dosahování obecného blaha. Za veřejně prospěšné jsou považovány zejména různorodé nestátní neziskové organizace a církve. Princip soukromoprávní veřejné prospěšnosti je v tom, že nejde pouze o monopol veřejné moci. Veřejná prospěšnost se neváže přímo na právní formu, mohou ji tak mít i obchodní korporace (zejména sociální družstvo), vždy však jejich hlavní činnost musí v souladu se zakladatelským právním jednáním spočívat v „dosahování obecného blaha“. Dalšími podmínkami je, že na jejich činnost mají podstatný vliv jen bezúhonné osoby, svůj majetek získávají z poctivých zdrojů a využívají jej hospodárně.
Status veřejné prospěšnosti v českém právním řádu byl upraven v občanském zákoníku (§ 146–150), příslušný prováděcí zákon však nikdy nebyl přijat. Jako hlavní důvod bylo uváděno to, že v českém právu nebyly veřejně prospěšné společnosti nijak zvýhodňovány. Návrh prováděcího zákona o statusu veřejné prospěšnosti, který by mj. umožnil zápis statusu do veřejných rejstříků, schválila v souvislosti s rekodifikací soukromého práva 8. srpna 2013 Poslanecká sněmovna, ale v Senátu byl následně 12. září téhož roku zamítnut. Od té doby nebyl další podobný návrh přijat, ačkoli kromě občanského zákoníku s ním např. v ustanoveních § 85–93 původně počítal i zákon o zvláštních řízeních soudních. Český právní řád výslovně upravuje jen daňové zvýhodnění veřejně prospěšného poplatníka, jehož vymezení je však oproti úpravě v občanském zákoníku užší.
V lednu 2017 předložila vláda Poslanecké sněmovně PČR další návrh zákona o statusu veřejné prospěšnosti k projednání. Stalo se to „nejen přes zásadní výhrady tzv. neziskového sektoru, ale i přes nedoporučující stanovisko Legislativní rady vlády“. Ministerstvo financí dalo rezolutně najevo, že i kdyby prováděcí zákon schválen byl, tak v žádném případě nehodlá na statusu veřejné prospěšnosti stavět v oblasti veřejné (dotační) podpory a daní. Nakonec byl tedy status veřejné prospěšnosti na návrh Senátu od 1. ledna 2018 zrušen a zůstala pouze obecná definice veřejné prospěšnosti v § 146 občanského zákoníku.